# Estação Taichung
Taichung (chinês: 台中高鐵站, pinyin: Táizhōng Gāotiě Zhàn) é uma estação ferroviária e metroviária no distrito de Wuri, Taichung, Taiwan. É servida pela ferrovia de alta velocidade de Taiwan e pela linha Verde do metrô de Taichung. A estação é adjacente è estação Xinwuri da Taiwan Railways Administration.

## História
O projeto da estação de 12 ha (120.000 m2) foi feito pela HOY Architects, uma firma de Taipé. A construção levou quatro anos e custou 5 bilhões de NTD, sendo considerada a estação mais cara na ocasião de sua abertura. Em 24 de outubro de 2006, a estação Taichung da THSR foi aberta ao público. Entretanto, devido à problemas técnicos, o serviço começou apenas em 5 de janeiro de 2007.

## Estação de metrô
A estação de metrô operada pelo metrô de Taichung é acessível por meio de uma transferência por fora da estação. É a terminação ocidental da linha Verde.
Pode-se chegar a estação da THSR através de uma ponte pela estação Xinwuri.

## Galeria

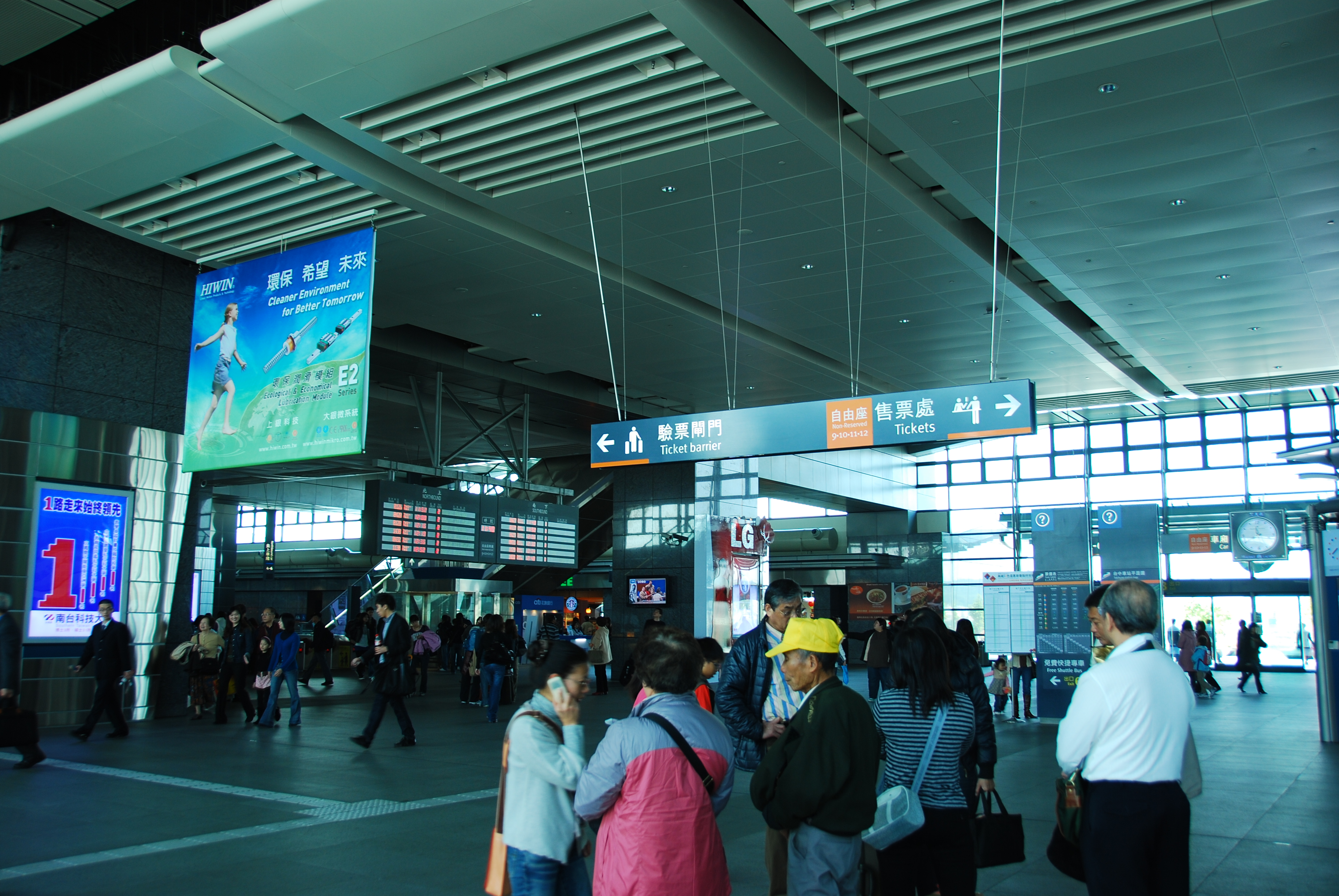
Saguão da estação da THSR
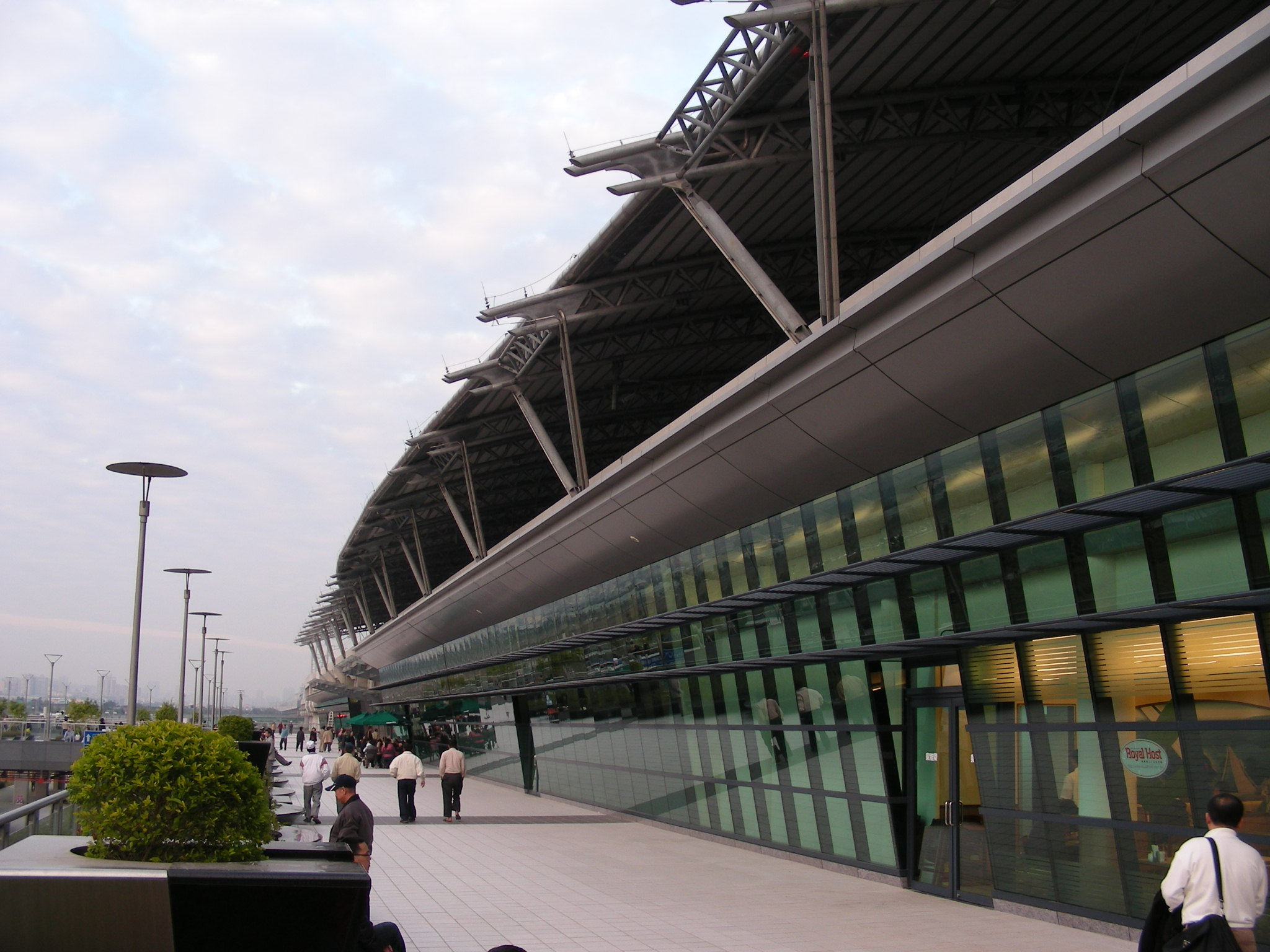
Exterior da estação
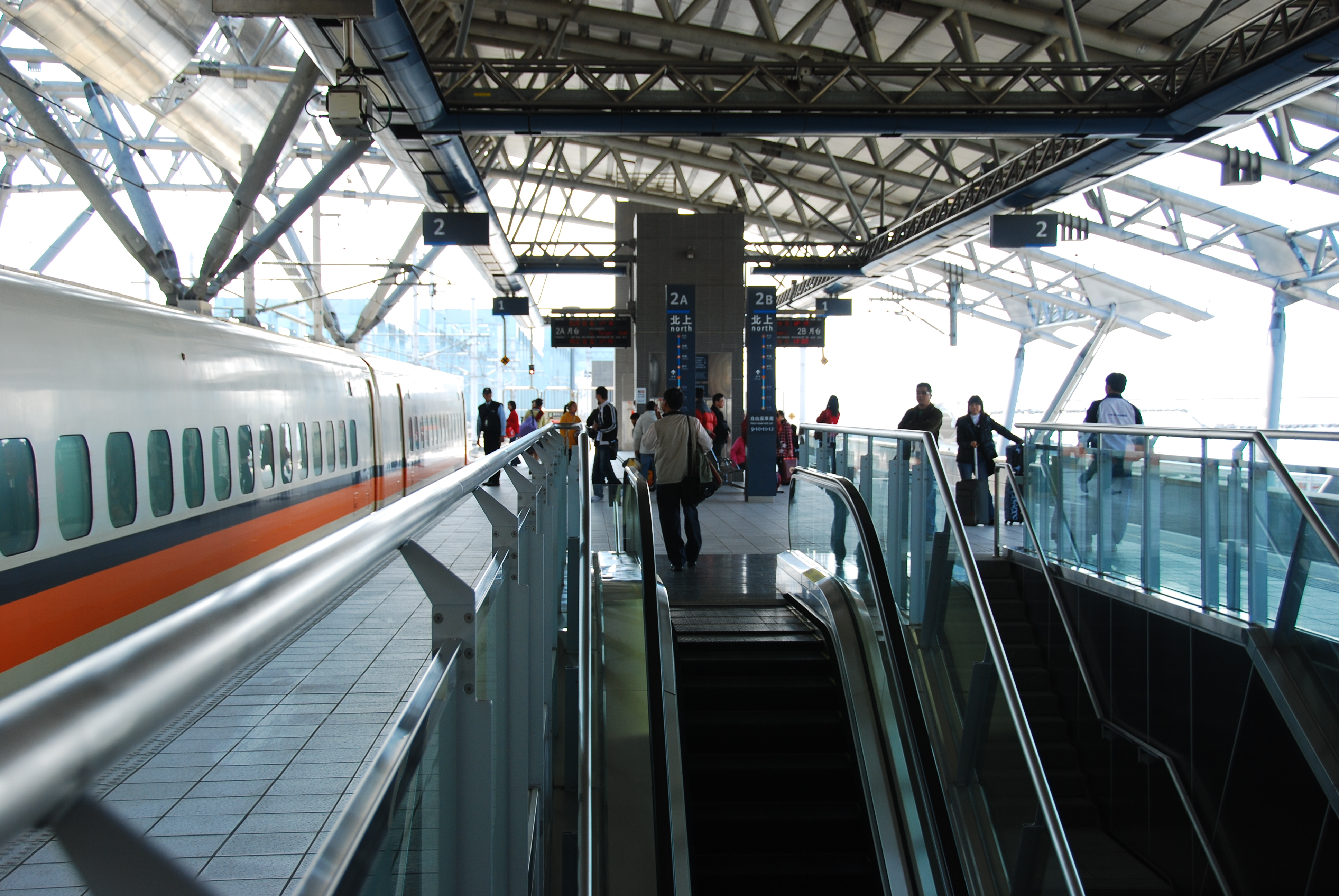
Plataforma da estação da ferrovia de alta velocidade
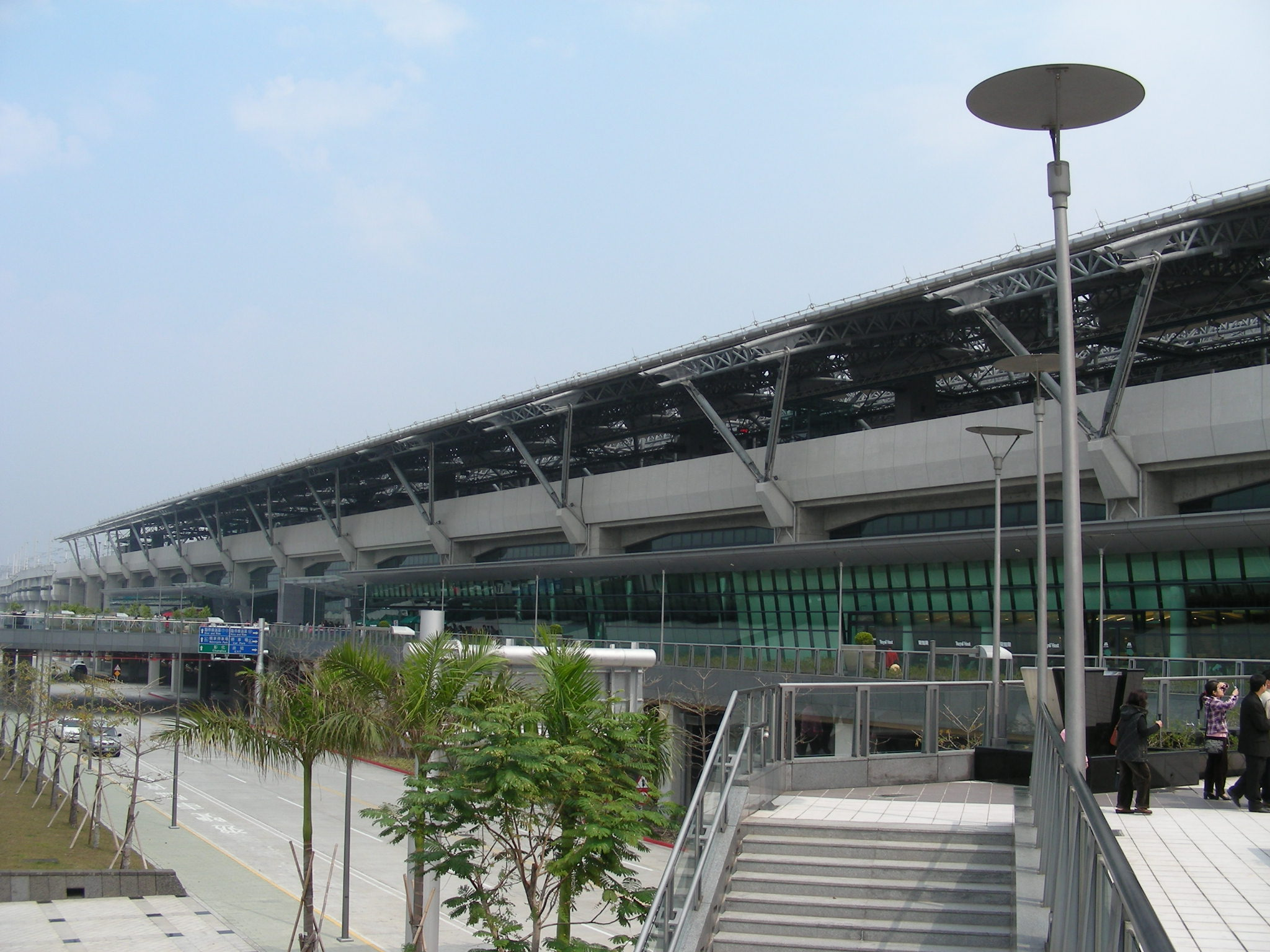
Exterior da estação